# Servantes de Jésus du Venezuela
Les servantes de Jésus du Venezuela (en latin : Congregatio Sororum Servarum Iesu) sont une congrégation religieuse féminine de droit pontifical dédiée à l'adoration du saint sacrement et l'aide des séminaires.

## Histoire
En 1951, Carmen Rendiles Martínez, religieuse vénézuélienne de la congrégation des servantes de l'Eucharistie, est nommée supérieure provinciale des communautés du Venezuela et de Colombie. Pendant son gouvernement, la congrégation connaît une grande expansion dans ces deux pays. À la même époque, plusieurs changements se produisent au sein des servantes de l'eucharistie en France que les religieuses du Venezuela et de la Colombie ne partagent pas, créant une division entre elles. En 1965, en accord avec le cardinal José Humberto Quintero, archevêque de Caracas, les religieuses du Venezuela et de Colombie se séparent de la maison françaiseet forment une congrégation autonome le 25 mars 1966qui est reconnue de droit diocésain le 14 août 1969 par l'archevêque de Caracas. Elles établissent la maison-mère à Caracas avec Carmen Rendiles comme supérieure générale, charge qu'elle exerce jusqu'à sa mort en 1977.

## Activité et diffusion
Le but de la congrégation est l'adoration du saint sacrement et l'aide des prêtres diocésains et des séminaires.
Elles sont présentes au Venezuela et en Colombie.
La maison-mère est à Caracas. 
En 2017, la congrégation comptait 92 sœurs dans 18 maisons.